# Dorota Hałatek
Dorota Hałatek (ur. 14 maja 2002 w Tychach) – polska piłkarka, grająca na pozycji pomocnika, reprezentantka Polski

## Kariera piłkarska

### Kariera klubowa
Wychowanka klubów APN GKS Tychy, Polonia GKS Tychy i Czarni Sosnowiec. 18 maja 2015 roku rozpoczęła karierę piłkarską w barwach Polonii Tychy (3:2 w meczu z rezerwami BTS Rekord) w seniorskich rozgrywkach III ligi kobiet. W wieku 15 lat została zaproszona do ekstraklasowej drużyny Czarni Sosnowiec. W 2020 przedłużyła umowę z klubem na kolejne 3 lata. Latem 2023 podpisała 2-letni kontrakt z Górnikiem Łęczna.

### Kariera reprezentacyjna
Wiosną 2016 roku zadebiutowała w juniorskiej reprezentacji Polski U-15.

## Sukcesy i odznaczenia

### Sukcesy klubowe
Czarni Sosnowiec
- mistrz Polski (1): 2020/21
- wicemistrz Polski (1): 2017/18
- brązową medalistka Polski (3): 2018/19, 2019/20, 2021/22
- zdobywca Pucharu Polski (2): 2020/21, 2021/22
- finalistka Pucharu Polski (3): 2017/18, 2018/19, 2019/20